# 邛崍市
邛崍市（きょうらい-し）は中華人民共和国四川省に位置する省直轄の県級市であり、しばらくの間、成都市の代理管轄下に置かれている。市人民政府の所在地は臨邛街道。2300年の歴史があり、巴蜀四大古城のひとつ。

## 歴史
秦の恵文王9年（紀元前316年）、現在の臨邛街道に臨邛城を築いた。蜀郡太守公孫述が臨邛に行政府を構えた。
1950年1月16日邛崍県人民政府が成立し、眉山専区や温江地区に属す。1983年5月温江地区と成都市が合併したため、成都市の管轄となる。1994年6月6日国務院の批准を経て県級市となる。

## 行政区画
9街道、5鎮を管轄する。
- 街道：臨邛街道、文君街道、桑園街道、固駅街道、高埂街道、羊安街道、孔明街道、夾関街道、臨済街道
- 鎮：平楽鎮、天台山鎮、火井鎮、南宝山鎮、大同鎮

## 観光地
- 天台山国家級森林公園
- 文君井

## 出身者
- 司馬相如
- 卓文君